# ساراتوگا (آرکانزاس)
ساراتوگا (به انگلیسی: Saratoga) یک منطقهٔ مسکونی در ایالات متحده آمریکا است که در شهرستان هوارد، آرکانزاس واقع شده‌است. ساراتوگا ۱۳۹٫۹ متر بالاتر از سطح دریا واقع شده‌است.